# (13692) 1997 SW30
(13692) 1997 SW30 est un astéroïde de la ceinture principale découvert en 1997.

## Description
(13692) 1997 SW30 a été découvert le 27 septembre 1997 à l'observatoire de Črni Vrh, situé dans l'ouest de la Slovénie, par Herman Mikuž.

### Caractéristiques orbitales
L'orbite de cet astéroïde est caractérisée par un demi-grand axe de 2,54 UA, un périhélie de 2,09 UA, une excentricité de 0,18 et une inclinaison de 9,27° par rapport à l'écliptique. Du fait de ces caractéristiques, à savoir un demi-grand axe compris entre 2 et 3,2 UA et un périhélie supérieur à 1,666 UA, il est classé, selon la JPL Small-Body Database, comme objet de la ceinture principale.

### Caractéristiques physiques
(13692) 1997 SW30 a une magnitude absolue (H) de 13,9 et un albédo estimé à 0,207.